# Boral, Aurad
Boral là một làng thuộc tehsil Aurad, huyện Bidar, bang Karnataka, Ấn Độ.